# 粗脊胸棘鯛
粗脊胸棘鯛輻鰭魚綱金眼鯛目燧鯛亞目燧鯛科的其中一種，分布於馬達加斯加北部海域，棲息深度648-660公尺，體長可達34公分，棲息在深水域，可做為食用魚。

## 擴展閱讀
維基物種上的相關：粗脊胸棘鯛